# Physalaemus ephippifer
Physalaemus ephippifer és una espècie de granota que viu al Brasil, Guaiana Francesa, Guyana, Surinam i Veneçuela.